# (21964) Kevinhousen
(21964) Kevinhousen est un astéroïde de la ceinture principale.

## Description
(21964) Kevinhousen est un astéroïde de la ceinture principale. Il fut découvert le 13 novembre 1999 à la station Anderson Mesa par le programme LONEOS. Il présente une orbite caractérisée par un demi-grand axe de 3,21 UA, une excentricité de 0,04 et une inclinaison de 13,8° par rapport à l'écliptique.

## Compléments